# IRIS-T
IRIS-T (" InfraRed Imaging System Tail/ Thrust Vector-Controlled ") je nemški infrardeči raketni sistem tipa zrak-zrak kratkega do srednjega dosega. Razvit je bil z namenom zamenjave zastarelega sistema AIM-9 Sidewinder, ki je v uporabi v nekaterih članicah zveze NATO. Sistem je zasnovan tako, da vsako letalo, ki lahko izstreli Sidewinder lahko izstreli tudi IRIS-T.

## Zgodovina
V osemdesetih letih prejšnjega stoletja so države Nata podpisale memorandum s katerim so se zavezale, da bodo ZDA razvile raketo zrak-zrak srednjega dosega, ki bo nadomestila AIM-7 Sparrow, medtem ko bosta Združeno kraljestvo in Nemčija razvili raketo zrak-zrak kratkega dosega, ki bo nadomestila AIM-9 Sidewinder . Ameriška so razvili raketo AIM-120 AMRAAM, medtem ko  s Britanci in Nemci razvili raketo AIM-132 ASRAAM . 
Začetek razvoja rakete ASRAAM ("Taildog") segajo v leto 1968, ko se je razvoja lotilo britansko podjetje Hawker Siddeley. Projekt se je končal leta 1974 brez naročil. Na pobudi Velike Britanije in Nemčije je bil projekt ponovno zagnan pri čemer je Nemčija zagotovila novo iskalno glavo medtem ko je Velika Britanija zagotovila preostane komponente rakete. V vmesnem času se je potreba po visokem manevriranju zmanjšala v korist večjega dosega. 
Po ponovni združitvi Nemčije, leta 1990, se je Nemčija znašla z velikimi zalogami sovjetskih raket Vympel R-73 (nato oznaka: AA-11 Archer ), ki jih je nosil MiG-29 Fulcrum. Na podlagi analiz raket je bilo ugotovljeno, da so bile zmogljivosti AA-11 opazno podcenjene.  Izkazalo se je, da so veliko bolj manevrirne in veliko boljše pri iskanju tarč kot novejše AIM-9 Sidewinder.  Leta 1990 se je Nemčija umaknila iz projekta ASRAAM, Združeno kraljestvo pa se je odločilo odpraviti težavo in poiskati drugo iskalno glavo ter razviti ASRAAM v skladu s prvotnimi zahtevami. 
Konec leta 1990 so Američani izrazili podobne pomisleke nad raketo Sidewinder in se lotili nadgradnje sistem z namenom  povečanja manevrirnih sposobnosti in zmogljivost IRCCM (infrardeči proti protiukrepi), t. i. ukrepe za preprečevanje infrardečih protiukrepov (IRCM). Program je imel oznako AIM-9X. 

## Karakteristike rakete
V primerjavi z AIM-9M Sidewinder ima IRIS-T večjo odpornost na elektronske protiukrepe in bleščanje.  Izboljšano ločevanje ciljev omogoča 5 do 8-krat daljši doseg kot raketa AIM-9M. Prav tako lahko napade tarče, ki se nahajajo za letalom. Vektorski potisk omogoča izjemna okretnost rakete, ki zmore zavoje 60 g pri hitrostjo 60°/s. Raketa ima zmožnosti LOAL (Lock On After Launch). 
IRIS-T je sposoben prestreči majhne hitro premikajočese cilje, kot so rakete zrak-zrak/zemlja-zrak, rakete zrak-zemlja/zemlja-zemlja, UAV/drone in manevrirne rakete. Za izboljšanje verjetnosti neposrednega zadetka je raketa opremljena z aktivnim radarskim senzorjem bližine. 
Poleg tega ima IRIS-T edinstveno sposobnost, ki je druge rakete kot je AIM-9X nimajo, da cilja in sestreli druge rakete zrak-zrak in zemlja-zrak, s čimer ponuja obrambno zmogljivost 360°.   Različica IRIS-T za izstreljevanje raket iz zemlje (IRIS-T SL) je izboljšana različica, ki omogoča napade na helikopterje, manevrirne rakete, rakete zrak-zemlja, protiladijske rakete, protiradarske rakete in rakete velikega kalibra. Prav tako ima veliko verjetnost zadetka brezpilotnih letalnikov in drugim majhnim grožnjam pri manevriranju na zelo kratkih in srednjih razdaljah. 
Septembra 2016 so Kraljeve norveške letalske sile (RNoAF) preizkusile novi sistem IRIS-T z zmogljivostjo zrak-zemlja, ki ga je razvilo podjetje Diehl BGT Defense. Testno streljanje na majhen in hiter motorni čoln je bilo izvedeno na norveškem pri čemer je bila raketa IRIS-T izstreljena iz večnamenskega letala RNoAF F-16AM. Pri napadu na kopenske cilje raketa ohranja isto konfiguracijo strojne opreme IRIS-T AAM, vključno z bojno glavo HE in paketom za vodenje IIR pri čemer je potrebna le posodobljena programska oprema, ki omogoča izvajanje napadov na kopenske cilje  Ta nova vendar osnovna zmogljivost zrak-zemlja omogoča odkrivanje, sledenje in napade na ladje/čolne, manjše zgradbe in vozila.  

## Partnerstvo
Leta 1995 je Nemčija objavila razvojni program IRIS-T v sodelovanju z Grčijo, Italijo, Norveško, Švedsko in Kanado. Kanada je kasneje izstopila iz programa, leta 2003 pa se je programu pridružila Španija.  Nemško letalstvo je prve rakete prijelo 5. decembra 2005 
Delež posameznih držav pri razvoja IRIS-T: 
- Nemčija 46 %
- Italija 19 %
- Švedska 18 %
- Grčija 13 %
- 4-odstotni delež med Kanado in Norveško.

## Variante

### IDAS
Različica IDAS je mornariška različica rakete, ki so jo razvili za novo podmornico tipa 212A nemške mornarice. IDAS naj bi omogočal napade na zračne cilje, mala ali srednje velika površinska lovila ter kopenske cilje v bližini obale.
- Model IDAS
- IDAS in torpedo Barracuda na razstavi TechDemo'08, 2008

### IRIS-T SL
V okviru programa MEADS nameravajo nemško letalstvo uporabljati radarsko vodeno različico rakete IRIS-T SL. Za razliko od običajnega IRIS-T ima ta različica koničast nos, ki zmanjšuje upor.   V primerjavi z IRIS-T se je premer raketnega motorja povečal na 152 mm, v raketo pa je nameščena tudi radarska podatkovna povezava ter sprejemnikom GPS. Testiranje IRIS-T SL je bilo zaključeno januarja 2015 na testnem poligonu Denel Overberg v Južni Afriki. 
Na voljo sta dve različici tega sistema, IRIS-T SLS kratkega dosega in IRIS-T SLM srednjega dosega. Različica IRIS-T SLX dolgega dosega je v razvoju od aprila 2022.  Testiranje IRIS-T SLM je bilo končano januarja 2022. 
- Raketa IRIS-T SL
- Bv 410 in lanser Diehl ML-98 IRIS-T SLS
- MAN SX44 6x6 7-tonski lanser IRIS-T SL
- MAN SX45 8x8 10-tonski lanser IRIS-T SLM
- MAN SX45 8x8 10-tonski lanser IRIS-T SLM zadaj
- Radar Ground Master 200 MM/C
- Radar Hensoldt TRML-3D
- Pasivni radar Hensoldt TwInvis

Da bi nadomestila starejši sistem RBS 70 je švedska vojska razvila lastno različico IRIS-T SLS, imenovano Eldenhet 98 (EldE 98). Štiri rakete so montirane na posebni različici goseničarskega oklepnega vozila Bv 410  skupaj z radarjem SAAB Giraffe 1X, ki je vgrajen v sprednjem vozilu.  
Norveška vojska se je odločila za nakup mobilnega zemeljskega sistema v sodelovanju z Kongsberg Defense &amp; Aerospace. Dobave so načrtovane za leto 2023 in temeljijo na lansirnih napravah Iris-T družbe Diehl Defense GmbH in radarjih Weibel Scientific A/S.  Sistem bo za poveljevanje in nadzor ponovno uporabil NASAMS ter njegove omrežne rešitve.  Začetna dobava bo vključevala šest modificiranih vozil M113 z raketami IRIS-T SLS; dodatni lanserji bodo temeljili na ACSV . 
IRIS-T SLM je mogoče integrirati z različnimi AESA radarji kot je Hensoldt TRML-4D,    Thales Ground Master 200 MM/C, CEA CEAFAR in SAAB Giraffe 4A.  Različica s poveljniško-kontrolno postajo Lockheed-Martin Skykeeper  radarjem Giraffe 4A in lanserjem Diehl IRIS-T SLM je bila prikazana na IDEX 2019 pod imenom Falcon Ground Based Air Defence.   
Egipt je naročil lanserje Diehl IRIS-T SLM, radarje Hendsoldt TRML-4D ter sisteme za vodenje opremljene z integrirano programsko opremo Airbus Defense Fortion. Sistemi so nameščeni na tovornjake MAN 8×8, prodajo je nemška vlada odobrila decembra 2021.  Nadaljnja naročila vključujejo pasivne radarje Hensoldt TwInvis ,   lanserje IRIS-T SLS in rakete dolgega dosega IRIS-T SLX.    Pasivni radarji lahko zaznajo sovražna letala z analizo odsevov radijskih in televizijskih signalov zaradi česar so učinkoviti v mestnih območjih kjer imajo aktivni radarji težave. 

### Zrak-zemlja
Različica zrak-zemlja se od različice zrak-zrak razlikuje le v programski opremi, ki mora biti prilagojena za napade na zemeljske cilje. Različico so testirale norveške kraljeve letalske sile. 

## Uporabniki
Uporabniki od julija 2008.
 Avstrija
25
 Brazilija
IRIS-T za letala Saab JAS 39 Gripen verzija E/F.
 Egipt
7 IRIS-T SLM zemeljski raketni sistem naročen leta 2018. Dodatno naročilo 400 raket SLM, 6 sistemov IRIS-T SLS in 10 sistemov IRIS-T SLX, dobava odobrena december 2021.
 Nemčija
1.250
 Grčija
350 raket IRIS-T
 Italija
444 IRIS-T raket kupljenih (€217m), med leti 2003 in 2015.
 Norveška
150 raket IRIS-T
 Saudova Arabija
1.400 raket IRIS-T 
 Južna Afrika
25 raket IRIS-T za letala Saab JAS 39 Gripen dokler se ne konča projekt A-Darter SRAAM.
 Španija
770 raket IRIS-T. Začetni cena €247m, končna cena €291m.
 Švedska
450 raket IRIS-T 
 Tajska
220 raket IRIS-T za uporabo na letalih Northrop F-5 F-5T Saab Jas 39 Gripen Gripen C/D in F-16 eMLU .

### Bodoči uporabniki
Madžarska
IRIS-T za madžarska letala Saab JAS 39 Gripen MS20 Block II program modernizacije je bil naročen decembra 2021.
 Južna Koreja
IRIS-T za letala KF-X program je bil naročen leta 2018.
 Ukrajina
Nemčija se je zavezala, da bo Ukrajino zagotovila zemeljski raketni sistem IRIS-T SL.

## Poglej tudi
- A-Darter
- AAM-5 - Podobna raketa
- AIM-9X Sidewinder
- ASRAAM
- MICA
- Python 5
- R-74
- VL-SRSAM

### Citati
1. ↑  »BGT/SAAB/Alenia IRIS-T«. Arhivirano iz prvotnega spletišča dne 22. januarja 2009.
2. ↑  »Diehl Defence: IRIS-T, the short-distance missile of the latest generation«. Diehl.com. Arhivirano iz prvotnega spletišča dne 30. marca 2014. Pridobljeno 11. marca 2015.
3. ↑  »IRIS-T European Short Range Air-to-Air Missile« (PDF). Arhivirano iz prvotnega spletišča (PDF) dne 19. novembra 2012.
4. ↑  Menon, KB. »Evolution of the Air-To-Air Missiles: Options for the IAF«. Pridobljeno 11. junija 2014.
5. ↑  »Locking range«. Arhivirano iz prvotnega spletišča dne 29. marca 2019. Pridobljeno 11. junija 2014.
6. ↑  Arms and the State: Patterns of Military Production and Trade. Cambridge University Press. 25. avgust 1995. 253. ISBN 0521558662.
7. ↑  Tirpak, John. »The Evolution of the Force«. Pridobljeno 11. junija 2014.
8. ↑  »IRIS-T Guided Missile Family, Germany«. Arhivirano iz prvotnega spletišča dne 3. junija 2018. Pridobljeno 11. junija 2014.
9. ↑  »IRIS-T Air-to-Air Guided Missile, Germany«. Pridobljeno 11. junija 2014.
10. ↑  »IRIS-T European Short Range Air-to-air Missile« (PDF). Arhivirano iz prvotnega spletišča (PDF) dne 12. junija 2013. Pridobljeno 10. marca 2018.
11. ↑  »IRIS-T SL Surface-to-Air Guided Missile«. Arhivirano iz prvotnega spletišča dne 31. oktobra 2014.
12. ↑  »Diehl develops air-to-surface capability for IRIS-T AAM«. Arhivirano iz prvotnega spletišča dne 16. decembra 2016.
13. ↑  »Diehl Press release: Royal Norwegian Air Force tested IRIS-T in air-to-ground mission«. Arhivirano iz prvotnega spletišča dne 16. decembra 2016.
14. ↑  »IRIS-T – the world's highest-performance, short-range, air-to-air guided missile«. Arhivirano iz prvotnega spletišča dne 6. marca 2016.
15. ↑  »Germany tees-off with Iris«. Arhivirano iz prvotnega spletišča dne 10. septembra 2017. Pridobljeno 11. junija 2014.
16. ↑  »Guided missiles - IRIS-T SL«. Diehl Defence. Pridobljeno 17. maja 2015.
17. ↑  »IRIS-T Guided Missile Family IRIS-T SL«. Arhivirano iz prvotnega spletišča dne 13. januarja 2013.
18. ↑  »IRIS-T SL achieves qualification after successful firings at Overberg«. defenceWeb. 10. februar 2015. Pridobljeno 11. marca 2015.
19. ↑  »DIEHL DEFENCE and HENSOLDT are enhancing the performance of their existing ground-based air defence systems«. Arhivirano iz prvotnega spletišča dne 22. januarja 2023. Pridobljeno 8. junija 2022.
20. ↑  KG, Diehl Stiftung & Co. »Ground-Based Air Defence System IRIS-T SLM demonstrates its operational efficiency under realistic operating conditions | Diehl Defence«. www.diehl.com.
21. ↑  »Nytt robotsystem till Försvarsmakten«. Mynewsdesk. Arhivirano iz prvotnega spletišča dne 22. januarja 2023. Pridobljeno 8. junija 2022.
22. ↑  »IRIS-T SLM«. Deagel. Pridobljeno 9. junija 2015.
23. 1 2  »På samme plattform som kampluftvern: Nye artillerijegere skal bygges i Norge«. tu.no. 23. september 2021. Pridobljeno 2. junija 2022.
24. ↑  »Norway acquires Army Mobile Ground Based Air Defence«. Kongsberg Defence & Aerospace. 6. februar 2017. Pridobljeno 10. februarja 2017.
25. ↑  »TRML-4D - Multi-Functional Air Surveillance and Target Acquisition Radar System | HENSOLDT«. Arhivirano iz prvotnega spletišča dne 6. maja 2024. Pridobljeno 8. junija 2022.
26. ↑  »Hensoldt presenting TRML- 4D multi-function air surveillance and target acquisition radar | Defense News May 2021 Global Security army industry | Defense Security global news industry army year 2021 | Archive News year«. Arhivirano iz prvotnega spletišča dne 26. maja 2022. Pridobljeno 8. junija 2022.
27. ↑  »HENSOLDT presents new ground-based Air Defence Radar«. 19. junij 2018.
28. ↑  »SkyKeeper«. Februar 2022.
29. ↑  »Meet the Falcon, a new short-range air defense system«. 18. februar 2019.
30. ↑  »IDEX 2019: Lockheed Martin, Diehl and Saab unveil Falcon ground-based air defence (GBAD) system«. 20. februar 2019.
31. ↑  KG, Diehl Stiftung & Co. »Lockheed Martin, Diehl and Saab Unveil Collaboration to Counter Emerging Short and Medium-Range Threats with Falcon Weapon System | Diehl Defence«. www.diehl.com.
32. ↑  »New German-made IRIS-T SLM air defense missile system of Egypt armed forces – Polygon Military Magazine«.
33. ↑  https://www.hensoldt.net/stories/twinvis-passive-radar Arhivirano 2023-01-22 na Wayback Machine.>
34. ↑  »Twinvis Passive Radar for Ground Based Air Defence | HENSOLDT«. www.hensoldt.net. Arhivirano iz prvotnega spletišča dne 22. januarja 2023. Pridobljeno 8. junija 2022.
35. ↑  »Egypt Gets its Own 'Iron Dome' Air Defense System«. 20. december 2021.
36. ↑  »Egypt Air defence strengthened with IRIS-T SLM acquisition * Military Africa«. 17. december 2021.
37. ↑  »DIEHL DEFENCE and HENSOLDT are enhancing the performance of their existing ground-based air defence systems«. Arhivirano iz prvotnega spletišča dne 22. januarja 2023. Pridobljeno 8. junija 2022.
38. ↑  »Breakthrough: Invisible surveillance of airspace | BDLI«. Arhivirano iz prvotnega spletišča dne 22. januarja 2023. Pridobljeno 8. junija 2022.
39. ↑  »Diehl develops air-to-surface capability for IRIS-T AAM«. Arhivirano iz prvotnega spletišča dne 16. decembra 2016.
40. 1 2 3 4  »South Africa Orders IRIS-T Missiles«. Defense industry daily. Pridobljeno 17. junija 2014.
41. ↑  »Conheça as armas do caça Saab Gripen E/F da FAB«. Poder Aéreo (v portugalščini). 15. september 2017.
42. ↑  »FAB adquire os modernos mísseis ar-ar IRIS-T para o Gripen«. 21. december 2021.
43. ↑  »Federal Government approves arms exports to Gulf States«. Rheinische Post. 19. september 2018. Pridobljeno 19. septembra 2018.
44. ↑  »New German-made IRIS-T SLM air defense missile system of Egypt armed forces – Polygon Military Magazine«.
45. ↑  Gebauer, Matthias; Schult, Christoph (15. december 2021). »Ägypten: GroKo genehmigte noch kurz vor Regierungswechsel heiklen Waffenexport«. Der Spiegel (v nemščini). ISSN 2195-1349. Pridobljeno 27. decembra 2021.
46. ↑  »Nota Aggiuntiva allo stato di previsione per la Difesa per l'anno 2012« (PDF) (v italijanščini). Ministero delle Difesa. april 2012. Pridobljeno 19. aprila 2014.{{navedi splet}}:  Vzdrževanje CS1: samodejni prevod datuma (povezava)
47. 1 2  »Diehl Defence: IRIS-T, the short-distance missile of the latest generation«. Diehl.com. Arhivirano iz prvotnega spletišča dne 30. marca 2014. Pridobljeno 19. aprila 2014.
48. ↑  »Trade Registers«. Armstrade.sipri.org. Arhivirano iz prvotnega spletišča dne 13. maja 2011. Pridobljeno 19. aprila 2014.
49. ↑  »Sipri: Trade Registers«. Portal.sipri.org. Arhivirano iz prvotnega spletišča dne 23. aprila 2014. Pridobljeno 11. marca 2015.
50. ↑  »SAAF maintaining IRIS-T«. defenceWeb. 23. maj 2011. Pridobljeno 11. marca 2015.
51. ↑  »Evaluación de los Programas Especiales de Armamento (PEAs)« [Special armament programs evaluation] (PDF). Atenea (v španščini). Madrid: Ministerio de Defensa. september 2011. Arhivirano iz prvotnega spletišča (PDF) dne 24. oktobra 2013. Pridobljeno 30. septembra 2012.{{navedi splet}}:  Vzdrževanje CS1: samodejni prevod datuma (povezava)
52. ↑  Hoyle, Craig. »Thai F-5s to fight on with IRIS-T missiles«. FlightGlobal.
53. ↑  »A legkorszerűbb légiharc-rakétákkal bővül a Magyar Honvédség Gripenjeinek fegyverzete«. webradio.hu (v madžarščini). 17. december 2021.
54. ↑  »South Korea confirms Meteor, Iris-T integration on KF-X fighter jet«. Arhivirano iz prvotnega spletišča dne 22. januarja 2023. Pridobljeno 8. junija 2022.
55. ↑  
»Germany to send IRIS-T air defence system to Ukraine - Scholz«. 1. junij 2022.
56. ↑  »Ukraine Might Get IRIS-T SLM Surface-To-Air Missile System: Reports«. 13. maj 2022. Arhivirano iz prvotnega spletišča dne 22. januarja 2023. Pridobljeno 8. junija 2022.
57. ↑  »"Serial Killer" – Ukraine's 1st Western Missile Defense System To Challenge Russian Fighter Jets, Attack Helos«. 15. maj 2022.
58. ↑  »Ukraine war: US to send longer-range rockets in latest aid package«. 1. junij 2022.